# Hundens dværgbændelorm
Hundens dværgbændelorm (Echinococcus granulosus) er en 2-7 mm lang bændelorm. Dens primære hovedværter er hunde og andre rovdyr. Vilde og tamme hovdyr, som f.eks. får er de normale mellemværter.
De voksne bændelorme lever i hovedværtens tarmsystem hvorfra de udskiller æg med værtsdyrets afføring. Hvis æggene indtages af en mellemvært, vil de klækkes i dyrets tarm. Larven vil derfra spise sig gennem tarmvæggen og føres med blodet til leveren eller andre organer, hvor den danner en cyste. Hvis mellemværten spises af en ny hovedvært, vil larven sætte sig fast i tarmen og udvikle sig til en voksen bændelorm.
Mennesker kan også smittes som mellemvært for hundens dværgbændelorm. Larven vil i mennesker normalt danne en cyste i leveren. Det hedder ekinokokkose. Ekinokokkose forårsaget af hundens dværgbændelorm er normalt ikke farligt. Der er oftest ingen symptomer, og mange smittede mennesker vil aldrig opdage at de har hundens dværgbændelorm. Dette er i modsætning til ekinokokkose forårsaget af rævens dværgbændelorm som er dødelig farlig og altid kræver behandling.
Hundens dværgbændelorm er udbredt over store dele af verden. Den har tidligere været almindelig i Danmark, men er i dag sjælden. Det skyldes primært bedre hygiejne og parasitbehandling hos husdyr.